# Steve Mesler
Steven Michael Mesler (Buffalo, 28 agosto 1978) è un bobbista statunitense.

## Biografia
Compete professionalmente dal 2001 e ha partecipato a due Olimpiadi, qualificandosi al 7º posto a Torino 2006 nel bob a quattro e vincendo la medaglia d'oro a Vancouver 2010 nella stessa specialità con i compagni Steven Holcomb, Curtis Tomasevicz e Justin Olsen.
Vanta anche un oro e un bronzo ai Mondiali, entrambi nel bob a quattro.

## Palmarès

### Olimpiadi
- 1 medaglia:
  - 1 oro (bob a quattro a Vancouver 2010);

### Mondiali
- 2 medaglie:
  - 1 oro (bob a quattro a Lake Placid 2009);
  - 1 bronzo (bob a quattro a Schönau am Königssee 2004).